# Michael Finseth
Michael Finseth García (La Punta, Callao, 10 de enero de 1980) es un exactor, expresentador de televisión y empresario peruano.
Dentro de sus trabajos actorales, es conocido por interpretar a los personajes de Guillermo «Memo» Reyes en la teleserie Mil oficios, y Jerónimo Casalino «Jerry» en Asi es la vida y Las locas aventuras de Jerry y Marce.

## Biografía
Nació el 10 de enero de 1980 en La Punta, distrito de la provincia constitucional del Callao; bajo el nombre completo de Michael Finseth García.[cita requerida] Proveniente de una familia ligada al emprendimiento constructor, desarrolló sus primeros años en su ciudad natal.[cita requerida]
Tras haber concluido la secundaria, estudió la facultad de periodismo en la Universidad Jaime Bausate y Meza sin ejercer la profesión. Mientras estaba realizando sus estudios universitarios, hizo su debut en la actuación a los 18 años participando en la telenovela peruana Amor serrano en el año 1998.[cita requerida]
Pero fue en 2001, cuando fue aceptado por el productor Efraín Aguilar para ser incluido en el reparto principal de la teleserie cómica Mil oficios con el personaje de Guillermo «Memo» Reyes, el hijo del protagonista Renato Reyes. Gracias a su popularidad en la ficción, le ha permitido a Finseth a participar como coprotagonista de la otra producción local Asi es la vida en 2004, bajo el papel de Jerónimo Casalino «Jerry», el mejor amigo de Marcelo Soto, interpretado por el actor peruano Germán Loero. Tras haber participado por cinco temporadas consecutivas, en el año 2008 asume el protagónico del spin-off Las locas aventuras de Jerry y Marce con el mismo rol, volviendo a trabajar con Loero. Bajo su mismo personaje, participó en un capítulo de la serie cómica El santo convento de la productora July Naters.
Fue parte de la serie televisiva Operación Rescate en 2010 en el papel del comandante Juan Valer Sandoval, quién participó en la Operación Chavín de Huántar.
En el año 2011, Finseth participa en el reality show de competencia física Combate en el rol de competidor, regresando al año siguiente. Seguidamente, fue antagonista reformado en la telenovela Ana Cristina como Sergio.
Asumió la conducción del programa inmoviliario Vida y hogar para el canal Panamericana Televisión en 2013,[cita requerida] y participó en el otro espacio Hasta las patas al lado de la actriz Andrea Montenegro y el titerista Ángel Calvo (en sus personajes Nicolasa y Pimpollo) al año siguiente.
Tiempo después, anunció su retiro de la televisión peruana en 2014, para mudarse a Piura, donde se dedica en la actualidad al emprendimiento constructor. Finseth es parte de la distribuidora Zar, una marca de ladrillos y fierros en el Perú, la cual se desempeña como asesor y distribuidor. Tras siete años de ausencia, regresó brevemente a la televisión en 2021 como invitado de la teleserie De vuelta al barrio con el mismo personaje de Asi es la vida.
En el año 2022, anuncia su incursión en la política lanzando su candidatura a la alcaldía de La Punta de la mano del partido Renovación Popular, la cual no consiguió el cargo.

## Televisión
| Año       | Título                               | Rol                                          | Notas                    | Emisión                 |
| --------- | ------------------------------------ | -------------------------------------------- | ------------------------ | ----------------------- |
| 1998      | Amor serrano                         | Estudiante de colegio                        | Rol recurrente           | Frecuencia Latina       |
| 2001-2003 | Mil oficios                          | Guillermo Reyes / «Memo»                     | Rol coprotagónico        | Panamericana Televisión |
| 2004-2008 | Asi es la vida                       | Jerónimo Casalino / «Jerry» / «Jerry Yankee» | Rol protagónico          | América Televisión      |
| 2008-2009 | Las locas aventuras de Jerry y Marce | Jerónimo Casalino / «Jerry» / «Jerry Yankee» | Rol protagónico          | América Televisión      |
| 2009      | El santo convento                    | Jerónimo Casalino / «Jerry» / «Jerry Yankee» | Rol de invitado especial | América Televisión      |
| 2010      | Operación Rescate                    | Juan Valer Sandoval                          | Rol protagónico          | Panamericana Televisión |
| 2011      | Ana Cristina                         | Sergio                                       | Rol antagónico reformado | ATV                     |
| 2011-2012 | Combate                              | Él mismo                                     | Competidor               | ATV                     |
| 2013      | Vida y hogar                         | Él mismo                                     | Presentador              | Panamericana Televisión |
| 2014      | Hasta las patas                      | Él mismo                                     | Presentador              | Panamericana Televisión |
| 2021      | De vuelta al barrio                  | Jerónimo Casalino / «Jerry»                  | Rol de invitado especial | América Televisión      |
| 2021      | Mi mamá cocina mejor que la tuya     | Él mismo                                     | Participante invitado    | América Televisión      |